# 항력 계수
항력계수(일반적으로 {\displaystyle C_{d},C_{x},C_{w}}라고 표시)는 유체역학 용어로, 공기 또는 물과 같은 유체환경에서의 개체의 저항 혹은 항력을 정량화하는 데 사용되는 무차원 수를 말한다. 그것에서 사용되는 항력 식은 낮은 항력 계수에서의 객체는 공기역학의 항력, 유체역학의 항력을 작은 값으로 가질 것이다. 항력 계수는 항상 특정의 표면 영역과 관련되어있다.

## 정의
항력 계수는 {\displaystyle C_{d}} 로 정의된다.
{\displaystyle C_{d}={\frac {\mathrm {2F_{d}} }{\mathrm {\rho } U^{2}A}}}
{\displaystyle F_{d}}는 유속의 방향을 구성하는 힘으로 정의되는 항력을 말한다.
{\displaystyle \rho }는 유체의 밀도이다.
{\displaystyle U}는 유체에 관련된 물체의 유속이다.
{\displaystyle A}는 영역을 말한다.
기준 면적은 측정되는 저항계수의 유형에 따라 달라진다. 자동차 및 다른 많은 목적을 위해, 기준 영역은 차량의 정면 투영된 영역이다. 이것은 단면이 촬영되는 위치에 따라 차량이 꼭 단면적이지 않을 수도 있다. 예를 들어, 구는 {\displaystyle A=\pi r^{2}}이다.(단 이것은 표면 영역이 아니다.)
에어포일에서 기준 영역이 공칭 날개 영역이다. 이 전방 영역에 비해 커지는 경향이 있기 때문에 결과로 항력 계수는 낮아지는 경향이 보이고 항력, 전방 영역 그리고 속력이 동일한 차에서 훨씬 더 낮아지는 경향을 보인다. 비행기와 회전기구는 기준 영역이 비행기 용량의(2/3 용량) 사각형의 세제곱근인 기준 영역인 용적 항력 계수에 사용한다. 잠수 유선형 몸체는 침수 표면적에 사용한다.
유체를 통하여 동일한 속력으로 움직이는 동일한 기준 영역을 가지는 두 물체는 각 항력 계수에 비례하는 항력이 발생할 것이다. 유선형이 아닌 물체는 항력 계수가 1 혹은 더 많은 값을 가지고 유선형의 물체는 더 작은 항력 계수를 가

## 참고 문헌
- Clancy, L. J. (1975): Aerodynamics. Pitman Publishing Limited, London, ISBN 0-273-01120-0
- Abbott, Ira H., and Von Doenhoff, Albert E. (1959): Theory of Wing Sections. Dover Publications Inc., New York, Standard Book Number 486-60586-8
- Hoerner, Dr. Sighard F., Fluid-Dynamic Drag, Hoerner Fluid Dynamics, Bricktown New Jersey, 1965.
- Bluff Body: http://www.engineering.uiowa.edu/~me_160/lecture.../Bluff%20Body2.pdf%5B깨진+링크(과거+내용+찾기)%5D
- Drag of Blunt Bodies and Streamlined Bodies: http://www.princeton.edu/~asmits/Bicycle_web/blunt.html
- Hucho, W.H., Janssen, L.J., Emmelmann, H.J. 6(1975): The optimization of body details-A method for reducing the aerodynamics drag. SAE 760185.